# كلة غز (غلزار بردسير)
کلة غز (بالفارسية: کله گز) هي قرية تقع في إيران في البلدة المركزية.